# Parafia Świętej Trójcy w Elblągu
Parafia Świętej Trójcy w Elblągu – rzymskokatolicka parafia położona w diecezji elbląskiej, w dekanacie Elbląg-Śródmieście. Erygowana w 1989 roku przez biskupa warmińskiego Edmunda Piszcza.